# Строївський заказник
Строївський — ентомологічний заказник місцевого значення. Об'єкт розташований на території Дворічанської селищної громади Куп'янського району Харківської області, на південь від села Строївка.
Площа — 28 га, статус отриманий у 1984 році.
Охороняється ділянка стеепової рослинності на схилах балки, частково терасована та засаджена культурами дуба звичайного і сосни кримської. Тут мешкають рідкісні степові види комах, занесені до Червоної книги України та корисні комахи запилювачі люцерни, конюшини (бджолині, джмелів) і регулятори чисельності шкідників сільськогосподарських рослин (наїзники, риючі оси, мухи-тахіни, дзюрчалки). 